# Sikorsky S-38
Il Sikorsky S-38 era un aereo anfibio bimotore a scafo centrale con configurazione alare biplana sviluppato dall'azienda aeronautica statunitense Sikorsky Aircraft Corporation negli anni venti e all'inizio degli anni trenta e destinato al servizio di trasporto passeggeri di linea.
Destinato al mercato dell'aviazione commerciale, il modello venne anche utilizzato in ambito militare da United States Army Air Corps (USAAC), United States Marine Corps (USMC) ed United States Navy (US Navy).

## Storia del progetto
L'S-38, sviluppato sull'esperienza acquisita sui precedenti S-34 e S-36, venne portato in volo per la prima volta il 25 maggio 1928 rivelando le sue buone caratteristiche. In seguito la United States Navy emise un ordine per due esemplari, che assunsero la designazione XPS-2, mentre la Pan American Airways fu la compagnia aerea che per prima ricevette il modello utilizzandolo sulle proprie rotte commerciali.
La produzione dell'S-38, chiamati da alcuni suoi equipaggi anche "Ugly Duckling" (Il brutto anatroccolo), si attestò su una cifra totale di 101 esemplari, costruiti inizialmente dalla Sikorsky Manufacturing Corporation di Long Island, New York, e dalla Sikorsky Aviation Corporation di Bridgeport, Connecticut. La Sikorsky venne acquistata dalla United Aircraft and Transport Corporation (ora United Technologies Corporation) a metà produzione.

## Impiego operativo

### Civile
Il prototipo venne acquistato dalla compagnia aerea New York, Rio, and Buenos Aires Line (NYRBA), con il quale iniziò ad operare dal luglio 1928, seguito dai primi esemplari di serie dalla Pan American Airways che iniziò ad operare, per conto della U.S. Air Mail, nel servizio di posta aerea su rotte che collegavano Miami con i Caraibi e l'America Centrale. In seguito venne utilizzato come velivolo da esplorazione per individuare rotte per il Sud America per arginare la concorrenza della NYRBA che dal 1929 aveva aperto rotte regolari tra Norfolk, in Virginia, e Rio de Janeiro.

## Versioni
S-38A
prima versione da trasporto civile realizzata, prodotta in 11 esemplari.
S-38B
primo sviluppo della versione da trasporto civile, prodotta in 80 esemplari.
S-38C
ulteriore sviluppo della versione da trasporto civile, prodotta in 10 esemplari.
C-6
designazione United States Army Air Corps (USAAC) del S-38A, un esemplare acquisito per valutazioni successivamente utilizzato per trasporto VIP.
C-6A
designazione USAAC del C-6 con modifiche minori, 10 esemplari.
XPS-2
designazione United States Navy (US Navy) del S-38A, due esemplari successivamente convertiti allo standard XRS-2 da trasporto.
PS-3
designazione US Navy del S-38B, quattro esemplari successivamente convertiti allo standard RS-3 da trasporto.
XRS-2
designazione US Navy di due XPS-2 convertiti come aereo da trasporto.
RS-3
designazione United States Navy/Marine Corps della versione da trasporto del S-38B, tre nuovi esemplari più conversioni dalla versione PS-3.
RS-4
designazione US Navy di due S-38A civili requisiti.

## Utilizzatori

### Civili
Brasile
- NYRBA do Brasil
- Panair do Brasil

 Canada
- Canadian Colonial Airways

 Colombia
- SCADTA

 Stati Uniti
- American Airways
- Colonial Western Airways
- Inter-Island Airways of Hawaii
- New York, Rio, and Buenos Aires Line (NYRBA)
- Pan American World Airways

operò con 24 esemplari.
- Western Air Express

### Militari
Cile
- Fuerza Aérea de Chile

 Stati Uniti
- United States Army Air Corps
- United States Marine Corps
- United States Navy

### Pubblicazioni
- (EN) The S-38 Amphibion Aircraft Was Igor Sikorsky's First Major Production Success in America (PDF), in Sikorsky Archives News, The Igor I. Sikorsky Historical Archives Inc., ottobre 2013. URL consultato il 1º dicembre 2013 (archiviato dall'url originale il 3 dicembre 2013).